# Ludwiki

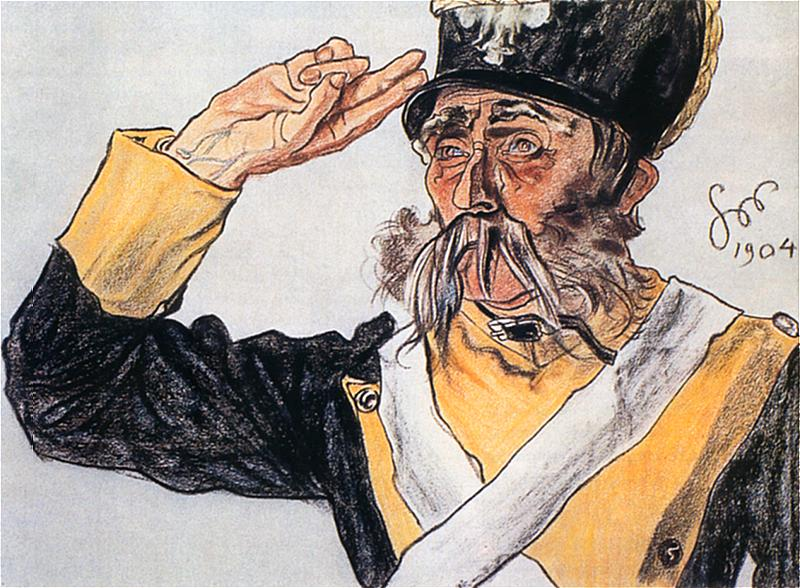
Ludwik Solski jako stary wiarus w "Warszawiance"

Ludwik – nagroda krakowskiego środowiska teatralnego im. Ludwika Solskiego przyznawana od 1999 r corocznie przez Krakowską Fundację Artystów Teatru.
Laureatów wybiera kapituła złożona z 45 przedstawicieli środowiska teatralnego. Statuetka przedstawia Ludwika Solskiego w roli Starego Wiarusa z Warszawianki Stanisława Wyspiańskiego.

## Laureaci
- za rok 1999
  - spektakl – Bracia Karamazow reż. Krystian Lupa
  - reżyseria – Bracia Karamazow reż. Krystian Lupa
  - rola męska – Krzysztof Globisz
  - rola kobieca – Anna Polony
- za rok 2000[2]
  - spektakl – Spaghetti i miecz reż. Kazimierz Kutz (Stary Teatr)
  - reżyseria – Spaghetti i miecz reż. Kazimierz Kutz (Stary Teatr)
  - rola męska – Radosław Krzyżowski – rola tytułowa w Hamlecie, Jerzy Nowak za główną rolę w Panu Pawle
  - rola kobieca – Dominika Bednarczyk – Shirley w Jordan
  - scenografia – Naprawiacz świata scen. Agata Duda-Gracz
  - muzyka – Jan Kanty Pawluśkiewicz
  - specjalna nagroda Ludwika za całokształt twórczości – aktor Jerzy Trela
- za rok 2001
  - spektakl – Rajski ogródek reż. Paweł Miśkiewicz (PWST)
  - reżyseria – Rajski ogródek reż. Paweł Miśkiewicz (PWST)
  - rola męska – Jerzy Trela – Major w Damach i huzarach
  - rola kobieca – Iwona Bielska – Elżbieta w Królowej i Szekspirze
  - scenografia – Agata Duda-Gracz – Abelard i Heloiza
  - muzyka – Abel Korzeniowski – Kafka
  - specjalna nagroda Ludwika za całokształt twórczości – reżyser Jerzy Jarocki
- za rok 2002
  - spektakl – Idiota – reż. Barbara Sass (Teatr im. Słowackiego)
  - reżyseria – Idiota – reż. Barbara Sass (Teatr im. Słowackiego)
  - rola męska – Krzysztof Zawadzki – Myszkin w Idiocie
  - rola kobieca – Dominika Bednarczyk – Agłaja w Idiocie
  - scenografia – Jagna Janicka – Idiota
  - muzyka – Stanisław Radwan – Trzeci akt według „Szewców”
  - partnerska rola kobieca – Anna Tomaszewska – Elżbieta Jepanczyn w Idiocie
  - partnerska rola męska – Jerzy Trela – Hiperrobociarz w Trzecim akcie według „Szewców”
  - specjalna nagroda Ludwika za całokształt twórczości – scenograf Jerzy Skarżyński
- za rok 2003
  - spektakl – Kalkwerk – reż. Krystian Lupa (Stary Teatr)
  - reżyseria – Kalkwerk – reż. Krystian Lupa (Stary Teatr)
  - rola męska – Andrzej Hudziak za rolę Konrada – Kalkwerk
  - rola kobieca – Małgorzata Hajewska-Krzysztofik za rolę Konradowej – Kalkwerk
  - scenografia – Krystian Lupa – Kalkwerk
  - muzyka – Stanisław Radwan – Opera Mleczana
  - partnerska rola kobieca – Anna Radwan-Gancarczyk w Historia Prosta
  - partnerska rola męska – Jan Frycz w Sto lat kabaretu – Krakowskie kabarety XX wieku
  - specjalna nagroda Ludwika za całokształt twórczości – aktorka Izabella Olszewska